# Tĩnh Túc
Tĩnh Túc là một xã thuộc tỉnh Cao Bằng, Việt Nam.

## Địa lý
Thị trấn Tĩnh Túc nằm ở phía tây huyện Nguyên Bình, có vị trí địa lý:
- Phía đông giáp xã Thể Dục
- Phía tây giáp xã Phan Thanh và xã Vũ Nông
- Phía nam giáp xã Phan Thanh và xã Quang Thành
- Phía bắc giáp xã Vũ Nông.

Thị trấn Tĩnh Túc có diện tích 22,56 km², dân số năm 2019 là 2.371 người, mật độ dân số đạt 105 người/km².
Thị trấn có quốc lộ 34 chạy qua địa bàn. Nền kinh tế thị trấn Tĩnh Túc phụ thuộc nhiều vào mỏ thiếc Tĩnh Túc. Tuy nhiên do trữ lượng của mỏ đã xuống thấp nên nhiều người dân đã đi nơi khác làm việc.

## Lịch sử
Thị trấn Tĩnh Túc được thành lập vào năm 1963, ban đầu là xã Hồng Việt thuộc huyện Nguyên Bình nhưng sau khi thành lập thì Thị trấn Tĩnh Túc thuộc tỉnh Cao Bằng (từ năm 1975-1981 được gọi là thị xã Tĩnh Túc).
Đến năm 1981, thị xã Tĩnh Túc sáp nhập vào huyện Nguyên Bình và chuyển thành thị trấn trực thuộc huyện Nguyên Bình.
Đến năm 2019, thị trấn Tĩnh Túc được chia thành 11 tổ dân phố, đánh số từ 1 tới 11 và 2 xóm: Phiêng Cà, Thôm Ổ.
Ngày 9 tháng 9 năm 2019, Hội đồng Nhân dân tỉnh Cao Bằng ban hành Nghị quyết số 27/NQ-HĐND về việc:
- Sáp nhập hai tổ dân phố 2 và 3 vào tổ dân phố 1
- Sáp nhập ba tổ dân phố 4, 5, 6 thành tổ dân phố 2
- Sáp nhập ba tổ dân phố 7, 8, 9 thành tổ dân phố 3
- Sáp nhập hai tổ dân phố 10 và 11 thành tổ dân phố 4
- Sáp nhập hai xóm Phiêng Cà và Thôm Ổ thành xóm Thôm Phiêng.

## Hành chính
Tĩnh Túc có 5 tổ dân phố, xóm được chia thành 4 tổ dân phố: 1, 2, 3, 4 và xóm Thôm Phiêng.